# Phaeocroides orientalis
Phaeocroides orientalis is een keversoort uit de familie Hybosoridae. De wetenschappelijke naam van de soort is voor het eerst geldig gepubliceerd in 1963 door Petrovitz.